# 青雲丸
青雲丸（せいうんまる）は、独立行政法人海技教育機構が保有する航海練習船。本項目では、1997年に就航した2代目を取り扱う。

## 概要
東京海洋大学海洋工学部（旧東京商船大学）、神戸大学海事科学部（旧神戸商船大学）、海技大学校、商船高等専門学校、海上技術短期大学校及び海上技術学校の学生・生徒の航海実習訓練を目的として建造された航海練習船である。青雲丸 (初代)の代船として住友重機械工業横須賀造船所で建造され、1997年3月4日に進水、1997年9月25日に竣工した。進水式には皇太子徳仁親王、皇太子徳仁親王妃雅子の行啓を仰いだ。船名板の船名「青雲丸」の文字は、当時の運輸大臣であった亀井善之揮毫による。

## 略歴
- 1968年11月　初代青雲丸 我が国における初めての5,000トン型大型練習船[1]
- 1996年10月　2代目（現）青雲丸竣工 5,890トン[1]

## 特徴
大きさ、使われ方等、本船の後に建造された銀河丸に近い。
船橋は2層構造で航海船橋の真下に実習船橋を設けている。
船体中央に第一教室（180名収容の階段教室）と第二教室（88名収容と蔵書約6000冊の書庫）を設けるため、機関室をセミアフトに配置している。
毎年夏期に75日程度の日数で実施する世界一周航海を余裕を持って行うため、航海速力19ノット以上を誇る高速船になっている。

## 事件
2017年7月、青雲丸の実習生3人が自殺、自殺未遂、失踪したことを、8月30日海技教育機構が発表した。3人は海技大学校2年の男子生徒で、7月から青雲丸に乗船、約3カ月間の訓練中予定であった。
- 7月13日、19歳の生徒Aが停泊中の青雲丸から海に飛び込んだ。陸にたどり着いたAは助かったが、教員に「船に乗るのが嫌になった。船員の仕事が不安になった」と話し、自殺を図ったことを明かした[6]。
- 7月21日、20歳の生徒Bは、実習継続の悩みを教官に打ち明けて下船、帰省した。7月24日、Bと保護者から船へ戻る旨の連絡があったが、Bは7月28日名古屋市で自殺した[6]。
- 7月30日、21歳の生徒Cは、「船の道に進みたくない。失踪する」と保護者らにメールし、上陸中の自由時間に失踪、行方不明となった[6]。

同機構は、いじめやパワハラは確認されていないとしながらも、同じ船で事件が相次いだことを重くみており、第三者委員会を設置し、背景の調査を行った。また、国土交通省も対策本部を設置した。
2017年10月、行方不明だった生徒Cが、10月4日に自宅に戻ったことを同機構が発表した。健康状態に問題はなく、第三者委員会が今後Cから聞き取り調査を行い、2017年中に調査報告書をまとめる方針を示した。

## ギャラリー

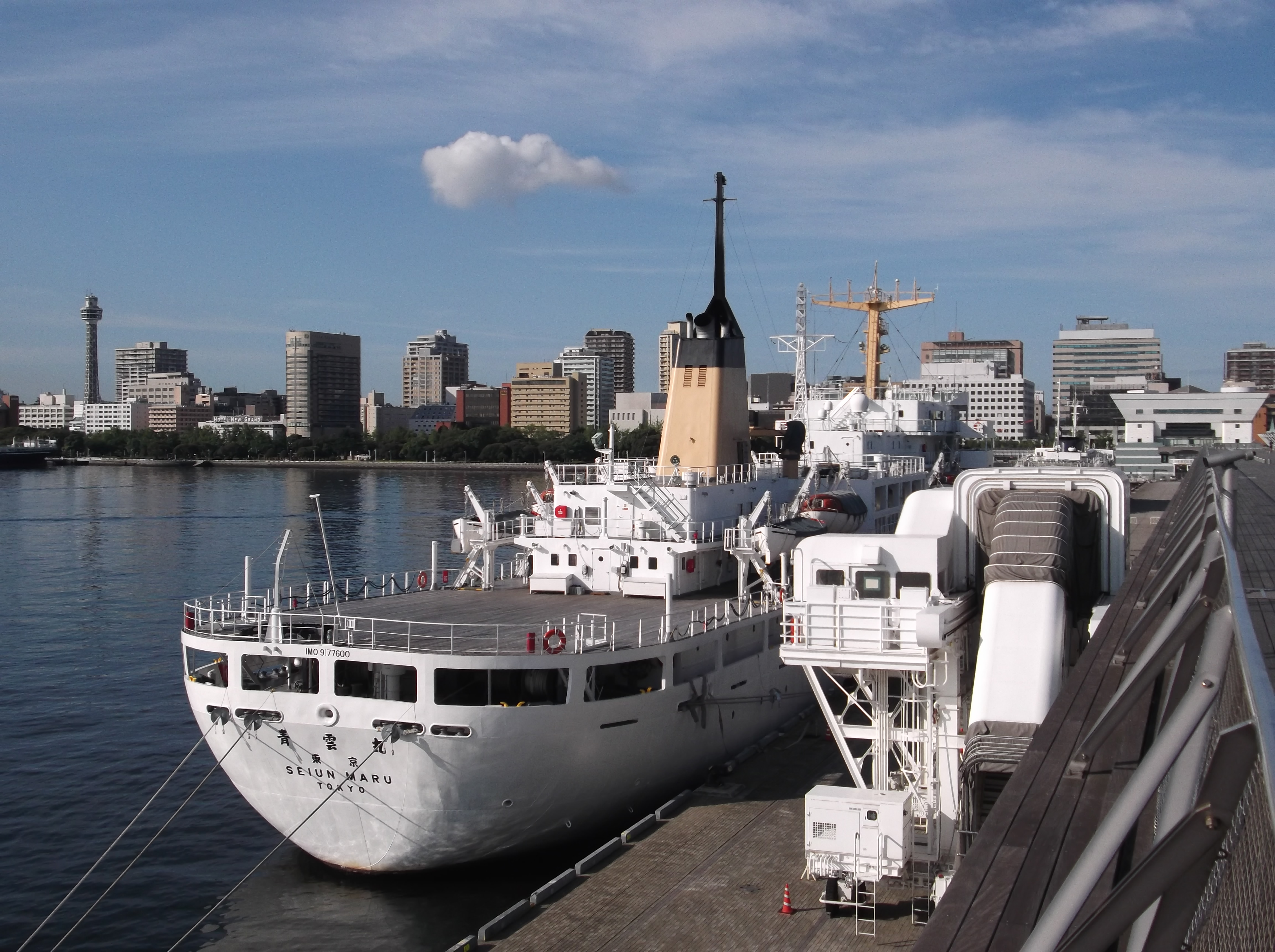
海技教育機構の練習船 青雲丸の後ろ姿　横浜港・大さん橋にて
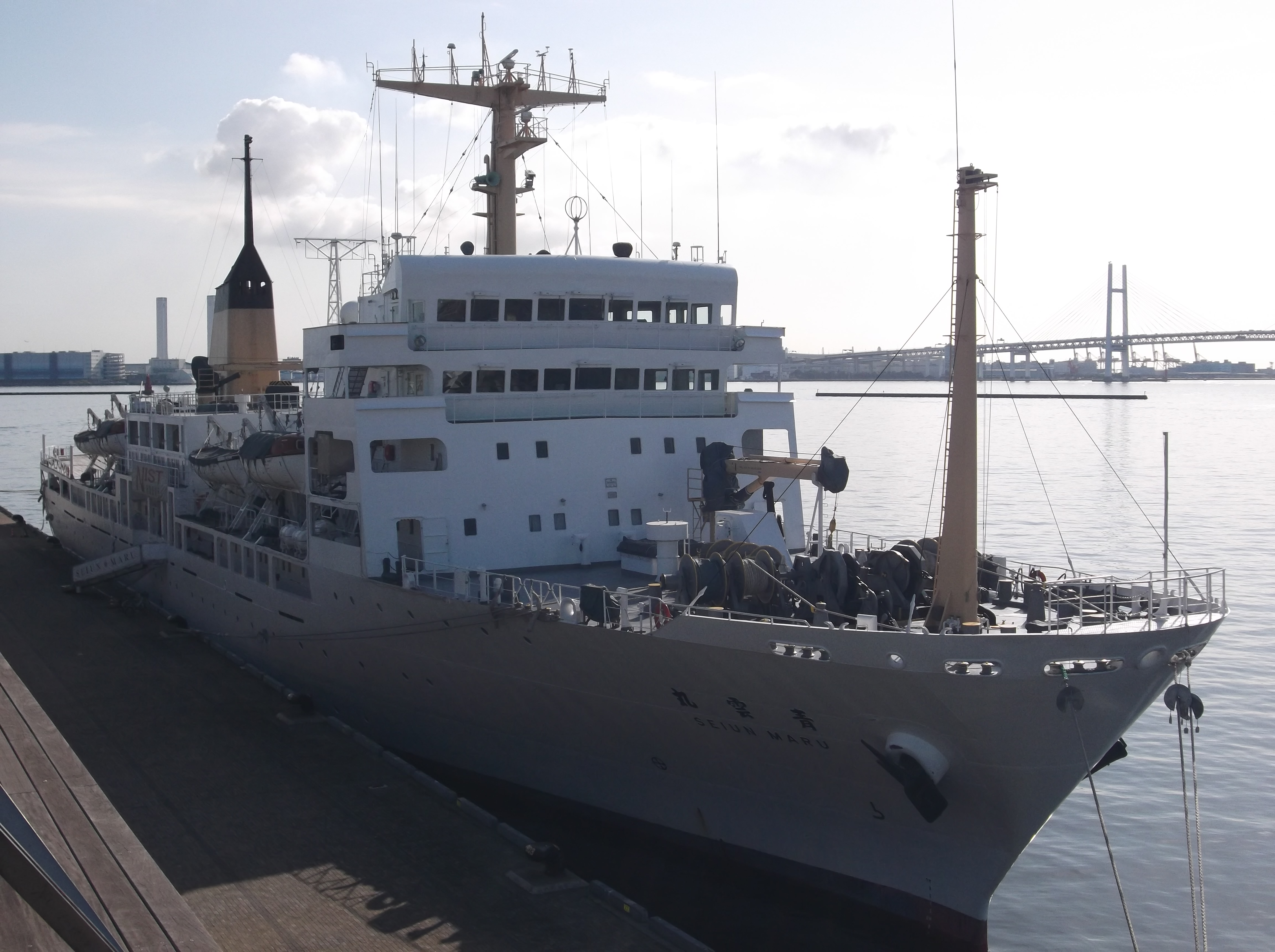
海技教育機構の練習船 青雲丸を前から横浜港・大さん橋にて
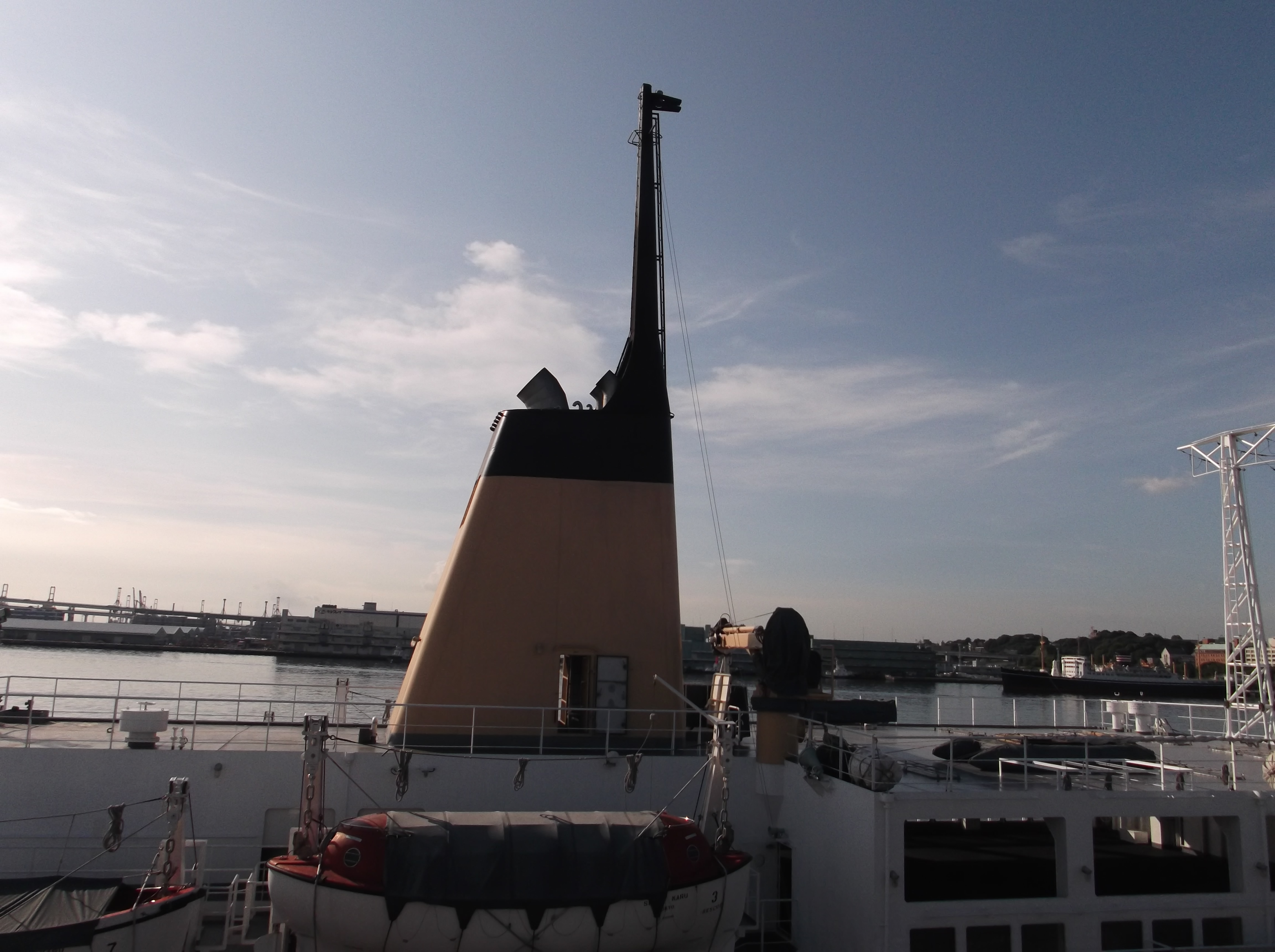
海技教育機構の練習船 青雲丸の煙突 横浜港・大さん橋にて
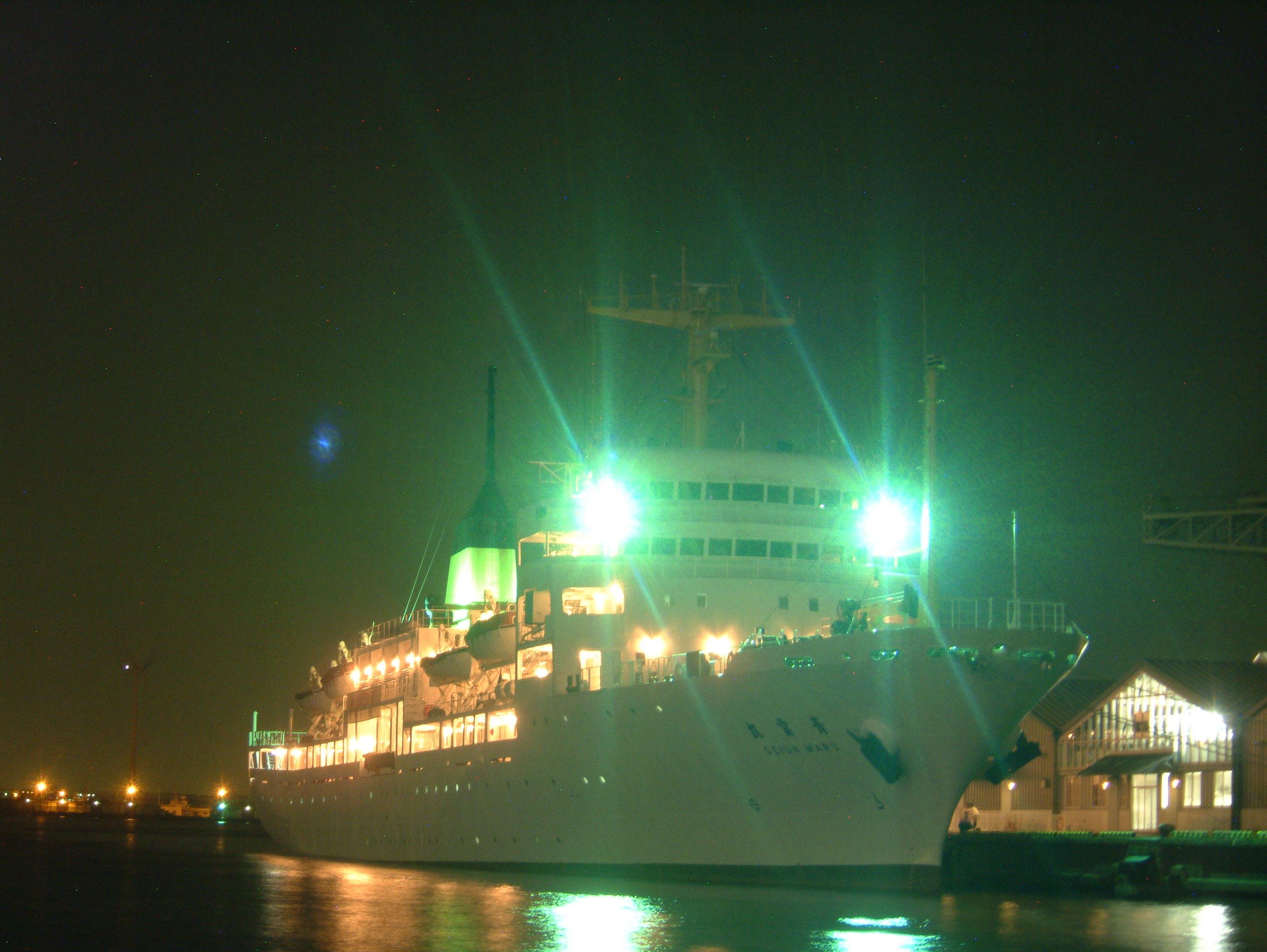
海技教育機構の練習船 青雲丸の夜の様子　横浜港・新港ふ頭にて
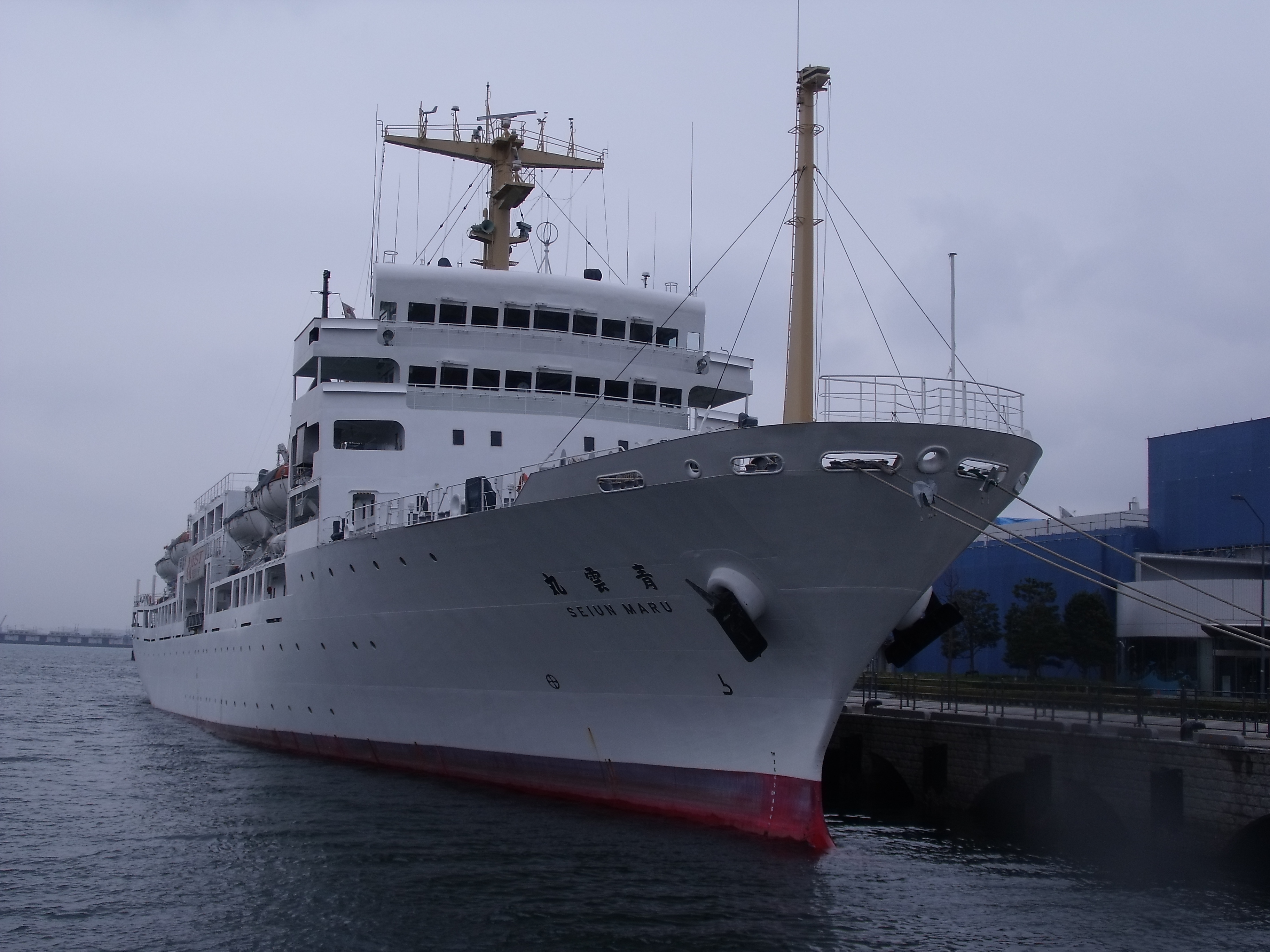
海技教育機構の練習船 青雲丸 曇りの横浜港・新港ふ頭にて
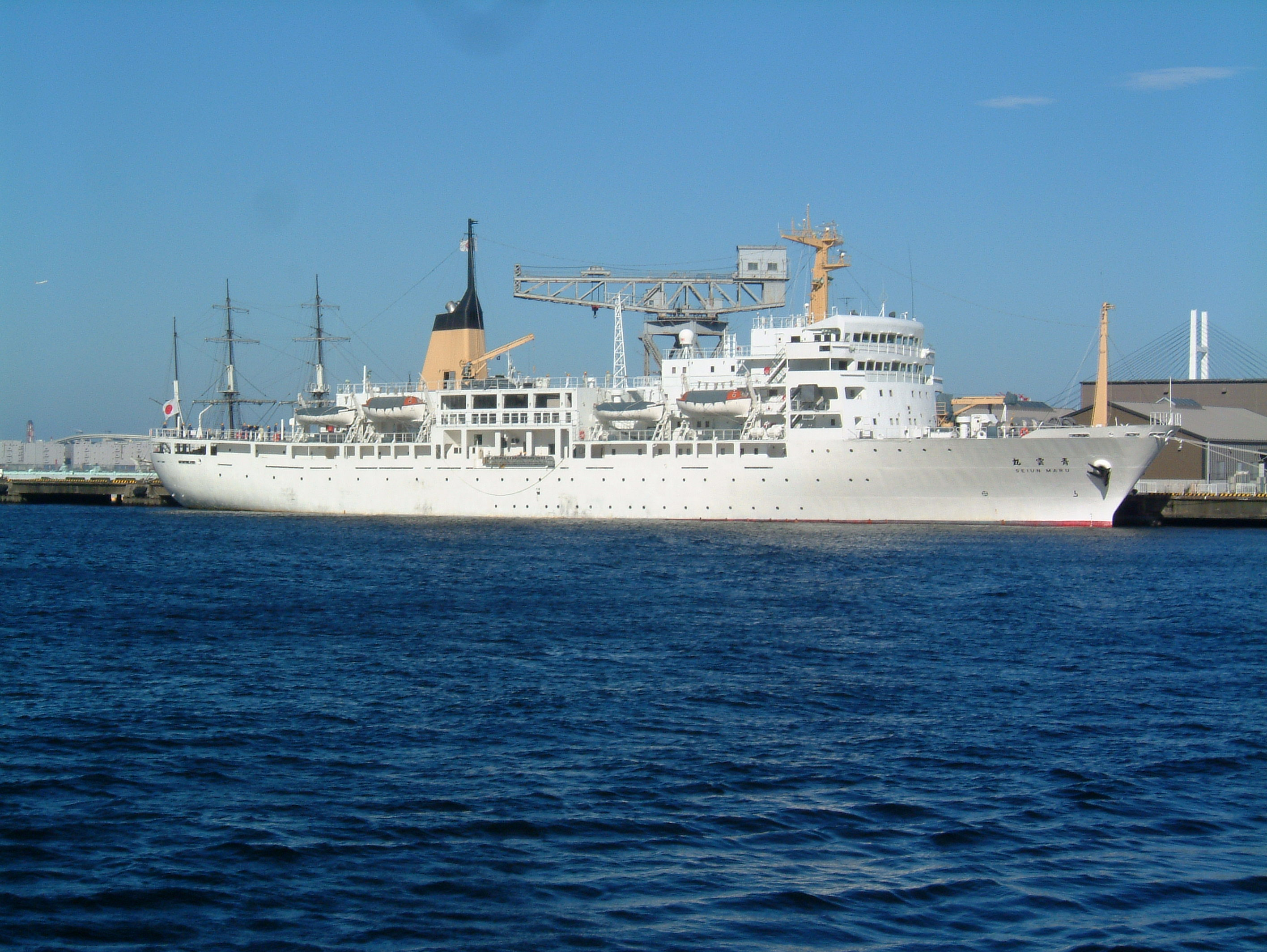
海技教育機構の練習船 青雲丸を横から 横浜港・新港ふ頭にて